# 17e cérémonie des British Academy Film Awards
Pour la cérémonie des BAFTAs récompensant la télévision, voir la 11e cérémonie des British Academy Television Awards.
La 17e cérémonie des British Academy Film Awards, organisée par la British Academy of Film and Television Arts, s'est déroulée en 1964 et a récompensé les films sortis en 1963.

## Palmarès

### Meilleur film - toutes provenances
- Tom Jones
  - Huit et demi (Otto e mezzo)
  - Billy le menteur (Billy Liar)
  - David et Lisa (David and Lisa)
  - Le Jour du vin et des roses (Days of Wine and Roses)
  - Divorce à l'italienne (Divorzio all'italiana)
  - Le Plus Sauvage d'entre tous (Hud)
  - Le Couteau dans l'eau (Noz w Wodzie)
  - La Bataille de Naples (Le Quattro giornate di Napoli)
  - The Servant
  - Le Prix d'un homme (This Sporting Life)
  - Du silence et des ombres (To Kill a Mockingbird)

### Meilleur film britannique
- Tom Jones
  - Billy le menteur (Billy Liar)
  - The Servant
  - Le Prix d'un homme (This Sporting Life)

### Meilleur acteur
- Meilleur acteur britannique :
  - Dirk Bogarde pour le rôle d'Hugo Barrett dans The Servant
    - Tom Courtenay pour le rôle de William Terrence 'Billy' Fisher dans Billy le menteur (Billy Liar)
    - Richard Harris pour le rôle de Frank Machin dans Le Prix d'un homme (This Sporting Life)
    - Albert Finney pour le rôle de Tom Jones dans Tom Jones
    - Hugh Griffith pour le rôle de Squire Western dans Tom Jones

- Meilleur acteur étranger :
  - Marcello Mastroianni pour le rôle de Ferdinando Cefalù dans Divorce à l'italienne (Divorzio all'italiana)
    - Franco Citti pour le rôle d'Accattone dans Accattone
    - Howard Da Silva pour le rôle du Dr Swinford dans David et Lisa (David and Lisa)
    - Jack Lemmon pour le rôle de Joe Clay dans Le Jour du vin et des roses (Days of Wine and Roses)
    - Paul Newman pour le rôle d'Hud Bannon dans Le Plus Sauvage d'entre tous (Hud)
    - Gregory Peck pour le rôle d'Atticus Finch dans Du silence et des ombres (To Kill a Mockingbird)

### Meilleure actrice
- Meilleure actrice britannique :
  - Rachel Roberts pour le rôle de Mme Margaret Hammond dans Le Prix d'un homme (This Sporting Life)
    - Julie Christie pour le rôle de Liz dans Billy le menteur (Billy Liar)
    - Sarah Miles pour le rôle de Vera dans The Servant
    - Barbara Windsor pour le rôle de Maggie Gooding dans Sparrers Can't Sing
    - Edith Evans pour le rôle de Miss Western dans Tom Jones

- Meilleure actrice étrangère :
  - Patricia Neal pour le rôle d'Alma Brown dans Le Plus Sauvage d'entre tous (Hud)
    - Lee Remick pour le rôle de Kirsten Arnesen Clay dans Le Jour du vin et des roses (Days of Wine and Roses)
    - Daniela Rocca pour le rôle de Rosalia Cefalù dans Divorce à l'italienne (Divorzio all'italiana)
    - Joan Crawford pour le rôle de Blanche Hudson dans Qu'est-il arrivé à Baby Jane ? (What Ever Happened to Baby Jane?)
    - Bette Davis pour le rôle de Baby Jane Hudson dans Qu'est-il arrivé à Baby Jane ? (What Ever Happened to Baby Jane?)

### Meilleur scénario britannique
- Tom Jones – John Osborne
  - Billy le menteur (Billy Liar) – Keith Waterhouse et Willis Hall
  - The Servant – Harold Pinter
  - Le Prix d'un homme (This Sporting Life) – David Storey

### Meilleure photographie
Nouvelle récompense
- Meilleure photographie britannique – Noir et blanc :
  - The Servant – Douglas Slocombe
    - Billy le menteur (Billy Liar) – Denys N. Coop
    - Heavens Above! – Max Greene
    - La Blonde de la station 6 (Station Six-Sahara) – Gerald Gibbs
    - Les Vainqueurs (The Victors) – Christopher Challis

- Meilleure photographie britannique – Couleur :
  - Bons baisers de Russie (From Russia with Love) – Ted Moore
    - À neuf heures de Rama (Nine Hours to Rama) – Arthur Ibbetson
    - Le Deuxième homme (The Running Man) – Robert Krasker
    - Sammy Going South – Erwin Hillier
    - The Scarlet Blade – Jack Asher
    - Tamahine – Geoffrey Unsworth
    - Hôtel international (The V.I.P.s) – Jack Hildyard

### Meilleur film d'animation
- Automania 2000
  - The Critic

### Meilleur court-métrage
- Happy Anniversary
  - The War Game
  - Snow
  - Sailing

### United Nations Awards
- Karami-ai
  - La guerre est aussi une chasse (War Hunt)

### Meilleur nouveau venu dans un rôle principal
Récompense les jeunes acteurs dans un rôle principal.
- James Fox pour le rôle de Tony dans The Servant
  - Keir Dullea pour le rôle de David Clemens dans David et Lisa (David and Lisa)
  - Janet Margolin pour le rôle de Lisa Brandt dans David et Lisa (David and Lisa)
  - Wendy Craig pour le rôle de Susan dans The Servant

## Récompenses et nominations multiples

### Nominations multiples
Films
8 : The Servant
6 : Tom Jones, Billy le menteur
5 : Le Prix d'un homme
4 : David et Lisa,
3 : Le Jour du vin et des roses, Divorce à l'italienne, Le Plus Sauvage d'entre tous
2 : Du silence et des ombres, Qu'est-il arrivé à Baby Jane ?
Personnalité
Aucune

### Récompenses multiples
Films
3 / 5 : Tom Jones
3 / 7 : The Servant
Personnalité
Aucune

### Le grand perdant
0 / 6 : Billy le menteur